# St. Leonhard (Apfeltrach)

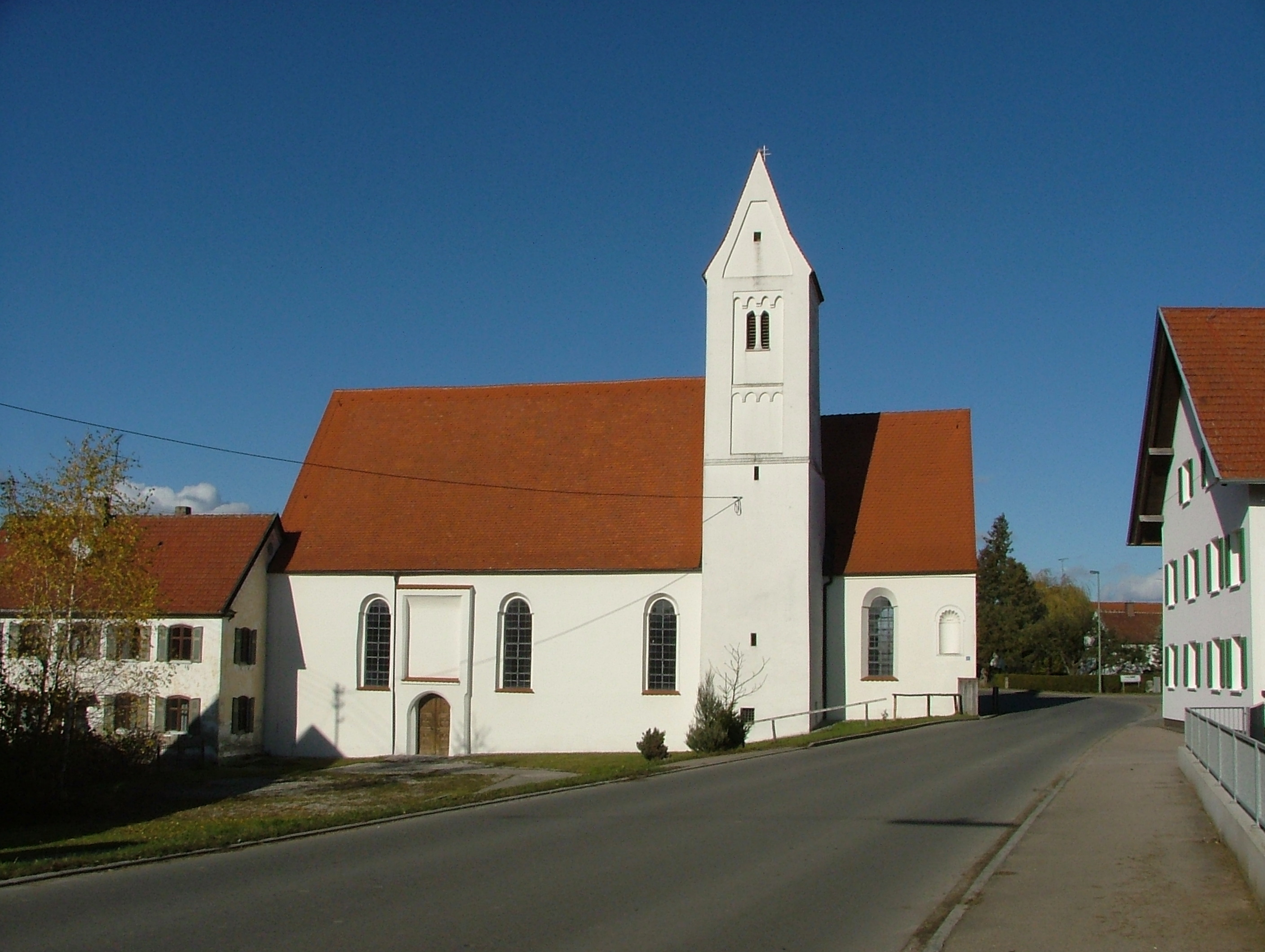
St. Leonhard in Apfeltrach

Die römisch-katholische Wallfahrtskirche St. Leonhard befindet sich in Apfeltrach im Landkreis Unterallgäu in Bayern. Die Kirche steht unter Denkmalschutz.

## Geschichte und Baubeschreibung
Das Langhaus der Kirche stammt aus dem 15. Jahrhundert. Der etwas in südlicher Richtung abgeknickte Chor ist noch älter als das Langhaus und stammt aus dem 14. Jahrhundert. 1741 wurde die Kirche umgebaut und in dieser Zeit durch Johann Merk die Stichkappentonne im Chor eingezogen. Die Empore im Inneren an der Westseite wurde im 17. Jahrhundert errichtet, die Flachdecke 1774. Der Kirchturm mit Satteldach stammt aus der zweiten Hälfte des 15. Jahrhunderts und befindet sich im südlichen Chorwinkel.

## Innenausstattung

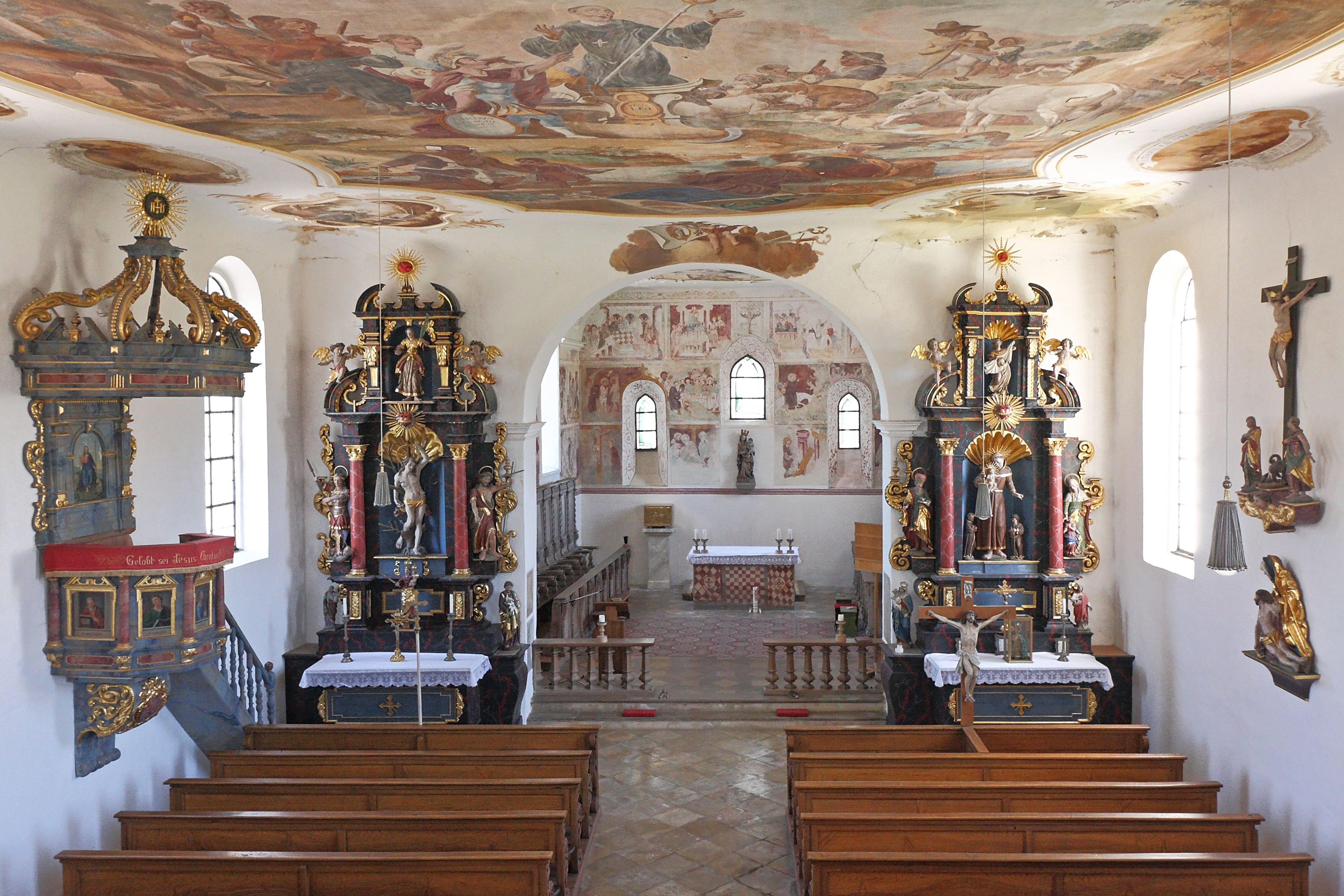
Innenraum

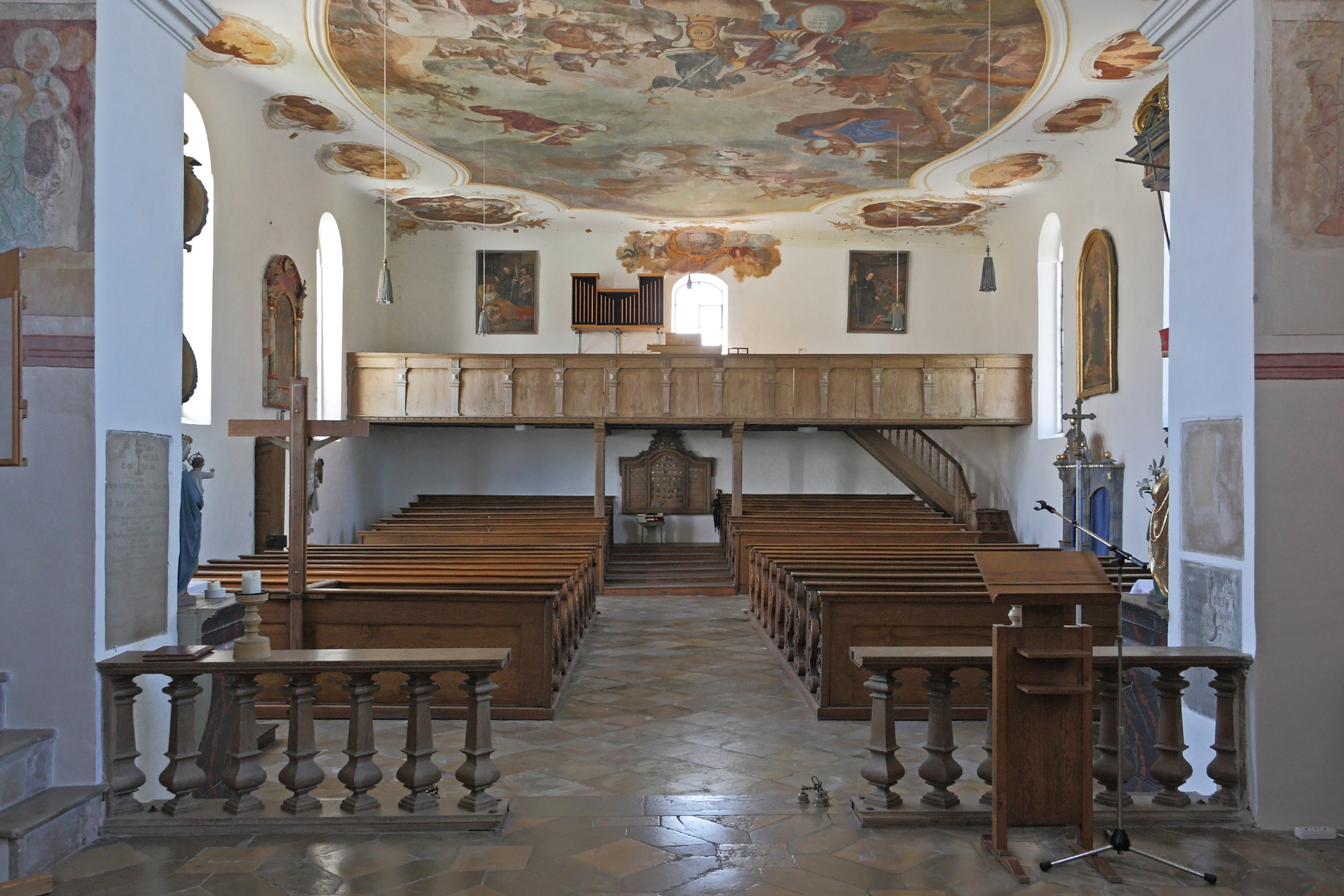
Blick zur Empore

Die Stipes aus Sandstein des Altares im Chor stammen vermutlich aus dem 14. Jahrhundert. Die beiden Seitenaltäre wurden um das Jahr 1680 geschaffen. Auf diesen befinden sich links Figuren des Hl. Sebastian, seitlich davon der Hl. Georg und Johannes der Täufer. Im Auszug des linken Seitenaltares ist vermutlich die Hl. Katharina dargestellt. Die Figuren stammen allesamt aus dem späten 17. Jahrhundert. Der rechte Seitenaltar zeigt die Figuren aus dem 18. Jahrhundert des Antonius von Padua mit den Hl. Franziskus und Antonius Eremita. Seitlich davon befinden sich Figuren des Hl. Joachim und Anna. Im Auszug befindet sich eine Darstellung der Hl. Veronika, welche alle aus dem späten 17. Jahrhundert stammen.
Die Chorwände zieren Wandmalereien aus der Mitte des 15. Jahrhunderts in drei Reihen. Die oberste Reihe der Wandmalereien ist etwas älter und stammt aus der Zeit um 1430. An der Ostseite des Chores befinden sich Darstellungen von Mariä Tempelgang, sowie die Verlobung Mariens. Die Südseite des Chores zeigt Szenen der Beschneidung Christi und in den beiden unteren Reihen Darstellungen aus dem Leben Christi und Mariä.
Anlässlich des Umbaus 1741 mit Einzug einer Stichkappentonne wurde die Chordecke von Matthias Willerotter mit Bandelwerk und Rocaillen stuckiert.
Die gleichzeitigen Deckengemälde im Chor wurden erst 1961 wieder freigelegt. Dargestellt sind der Hl. Leonhard zu Füßen Christi mit Kreuz und in der südöstlichen Kartusche den Hl. Rochus. Die Bilder im Langhaus wurden durch Bruno Tobias Lederer 1774 geschaffen. Diese zeigen den Hl. Leonhard als Patron der Gefangenen und des Viehs, sowie weiteren Szenen aus seinem Leben. Eine von Engeln gehaltene Kartusche über dem Westfenster zeigt ein Chronogramm mit 1774.
Die Kanzel ist mit 1683 bezeichnet. Das ungefasste Chorgestühl stammt aus der Zeit um 1741. In der Kirche befinden sich auch mehrere Gemälde. Aus dem Ende des 17. Jahrhunderts stammt das Gemälde des Hl. Leonhard als Befreier von Gefangenen und am Kindbett der fränkischen Königin. Die Abbildung der 14 Nothelfer um 1718 war ursprünglich das Hochaltarblatt der Nothelferkapelle. Des Weiteren befindet sich eine Figur der Muttergottes von 1420/1430 in der Kirche. Ebenso eine Kreuzigungsgruppe aus dem zweiten Viertel des 15. Jahrhunderts. Die Pietà stammt aus der Zeit um 1520.